# Nikšić

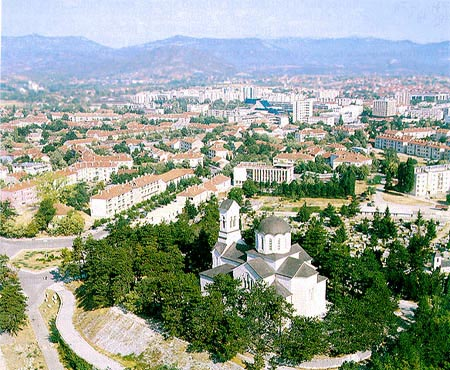
Vy över Nikšić.

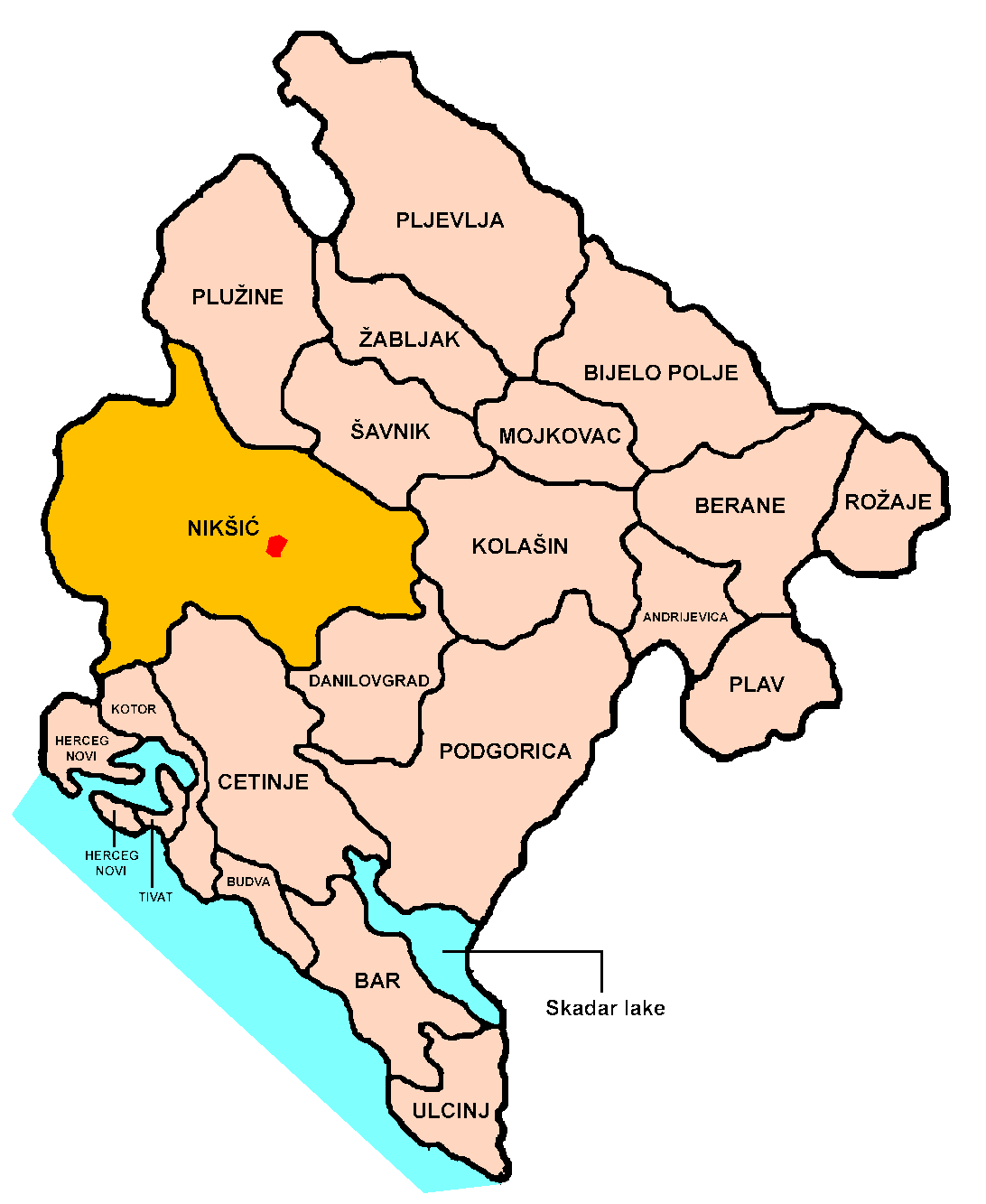
Nikšićs läge i Montenegro.

Nikšić (Никшић) är en ort i kommunen Nikšić i Montenegro. Folkmängden i centralorten uppgick till 57 278 invånare vid folkräkningen 2011. Hela kommunen hade 72 824 invånare 2011, på en yta av 2 065 kvadratkilometer. En majoritet av invånarna är montenegriner. Staden grundlades på 300-talet under namnet Onogost. I Nikšić ligger bland annat Montenegros största bryggeri, som tillverkar ölet Nikšić Pivo. 